# Lou-Tec
 (mai 2024).
L'article doit être relu — et modifié si nécessaire — par des contributeurs indépendants pour apporter un regard critique aux contributions effectuées en violation des conditions d'utilisation de Wikipédia, tant sur la forme (notamment concernant le style encyclopédique, la proportionnalité) que sur le fond (la neutralité de point de vue, la qualité et l'indépendance des sources).
LOU-TEC est une entreprise de location de machinerie, d’équipements et d’outils dans les domaines de la construction, la rénovation et la maintenance pour les secteurs commercial, industriel, institutionnel et résidentiel. LOU-TEC exploite plusieurs succursales de location dans l’est du pays. Le réseau regroupe 27 succursales corporatives au Québec et en Ontario. LOU-TEC dispose de plus de 1 000 catégories d'équipements pour la location et la revente. LOU-TEC se classe au 143e rang des 500 sociétés les plus importantes du Québec. De plus, LOU-TEC se classe au 22e rang des plus grandes entreprises de location d'équipements en Amérique du Nord, et au 3e rang au Canada.

## Historique
Le regroupement a été fondé en 1979 par Claude Lauzon de Terrebonne, Jean Boucher de Saint-Antoine-des-Laurentides, Jean Légaré de Pierrefonds, Cameron Paquet de Châteauguay, Yves R. Bergeron de Laval, Jacques Quesnel d'Ahuntsic, Jean Chartrand de Saint-Jean-sur-Richelieu et Eddy Williams de Saint-Eustache. Les fondateurs étaient tous actionnaires de l'entreprise.
Ils se sont associés afin de regrouper leurs revenus, d'augmenter leur pouvoir d'achat et de partager les dépenses en marketing. Dix ans plus tard, le groupe a quintuplé le nombre de centres de location pour atteindre le nombre de 40 centres en 1989.
En 1999, le groupe fête ses 20 ans et reçoit son certificat d'enregistrement d'assurance qualité au programme ISO 9002.
En 2012, une première succursale ouvre en Ontario sous la bannière Ren-Tec Express. Aujourd'hui, la succursale opère sous la bannière LOU-TEC.
En 2017, LOU-TEC effectue une méga-fusion impliquant 12 succursales de la grande région de Montréal, la région de Québec et Gatineau.
En 2020, Groupe LOU-TEC annonce la conclusion d’une transaction avec Location Sorel inc. ajoutant 2 nouvelles succursales à son réseau. Puis un peu plus tard dans l'année, il ajoute 4 succursales situées au nord de Montréal dans une transaction avec les Centres de location Atlas.
En 2022, LOU-TEC se voit décerner les prix de "Stratégie d'affaires à succès" ainsi que "Entreprise de l'année" dans la catégorie PME par La Fédération de Chambres de Commerce du Québec (FCCQ) dans le cadre du prestigieux concours Les Mercuriades.
À partir de 2022, LOU-TEC accélère sa croissance en faisant l'acquisition de plusieurs entreprises :  Accès Location + (juin 2022) , YEP Location d'équipements (octobre 2022) et MKS Équipements (mai 2023).  En octobre 2023, LOU-TEC s'associe à Torcan Lift Equipement afin de développer davantage le marché en Ontario.

## Bannières
La bannière principale, LOU-TEC, regroupe les centres de location qui offrent de l’équipement à une clientèle qui effectue des travaux de rénovation résidentielle durant la fin de semaine ainsi qu’aux entrepreneurs qui œuvrent sur des contrats commerciaux.